# 295
295（二百九十五、にひゃくきゅうじゅうご）は、自然数または整数において、294の次で296の前の数である。

## 性質
- 295は合成数であり、約数は 1, 5, 59, 295 である。
  - 約数の和は360。
- 92番目の半素数である。1つ前は291、次は298。
- 各位の和が16になる12番目の数である。1つ前は286、次は349。
- 295 = 73 − 72 + 1
  - n = 7 のときの n3 − n2 + 1 の値とみたとき1つ前は181、次は449。(オンライン整数列大辞典の数列 A100104)

## その他 295 に関連すること
- 南アフリカ航空295便墜落事故は、1987年におきた航空事故。
- オスボーン(USS Osborne, DD-295)は、アメリカ海軍の駆逐艦。
- ハックルバック(USS Hackleback, SS-295)は、アメリカ海軍の潜水艦。